# قرش الشعاب أسود الطرف
لا ينبغي الخلط بينه وبين القرش أسود الطرف.

قرش الشعاب أسود الطرف (الاسم العلمي: Carcharhinus melanopterus)، نوع من جنس القرش الترابي وفصيلة البنبكيات. تعيش في الشعاب الاستوائية في المحيطين الهندي والهادي، تُفضل المياه الضحلة والساحلية. ويُعثر على معظم أسماك قرش الشعاب أسود الطرف على حواف الشعاب المرجانية وشقوق الرملية، ومن المعروف عنه أيضًا دخوله إلى المياه العذبة. عادة ما يبلغ طوله 1.6 م (5.2 قدم).

## معرض صور

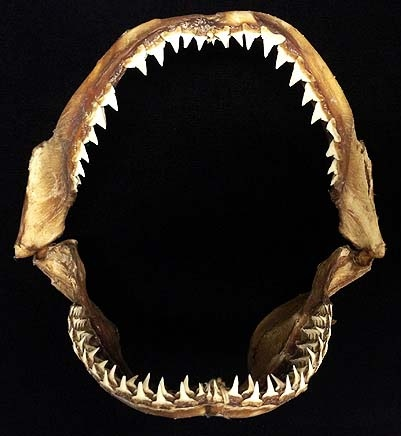
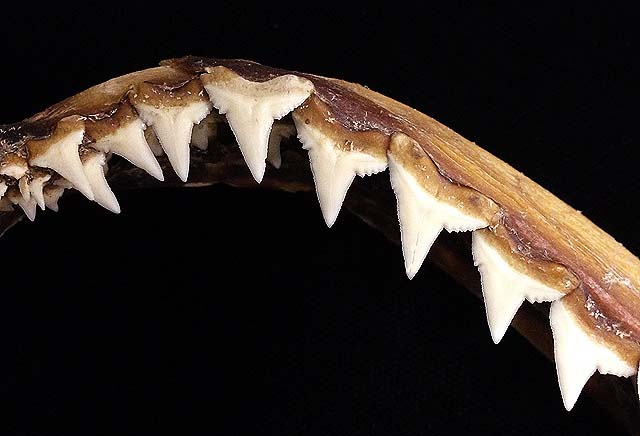
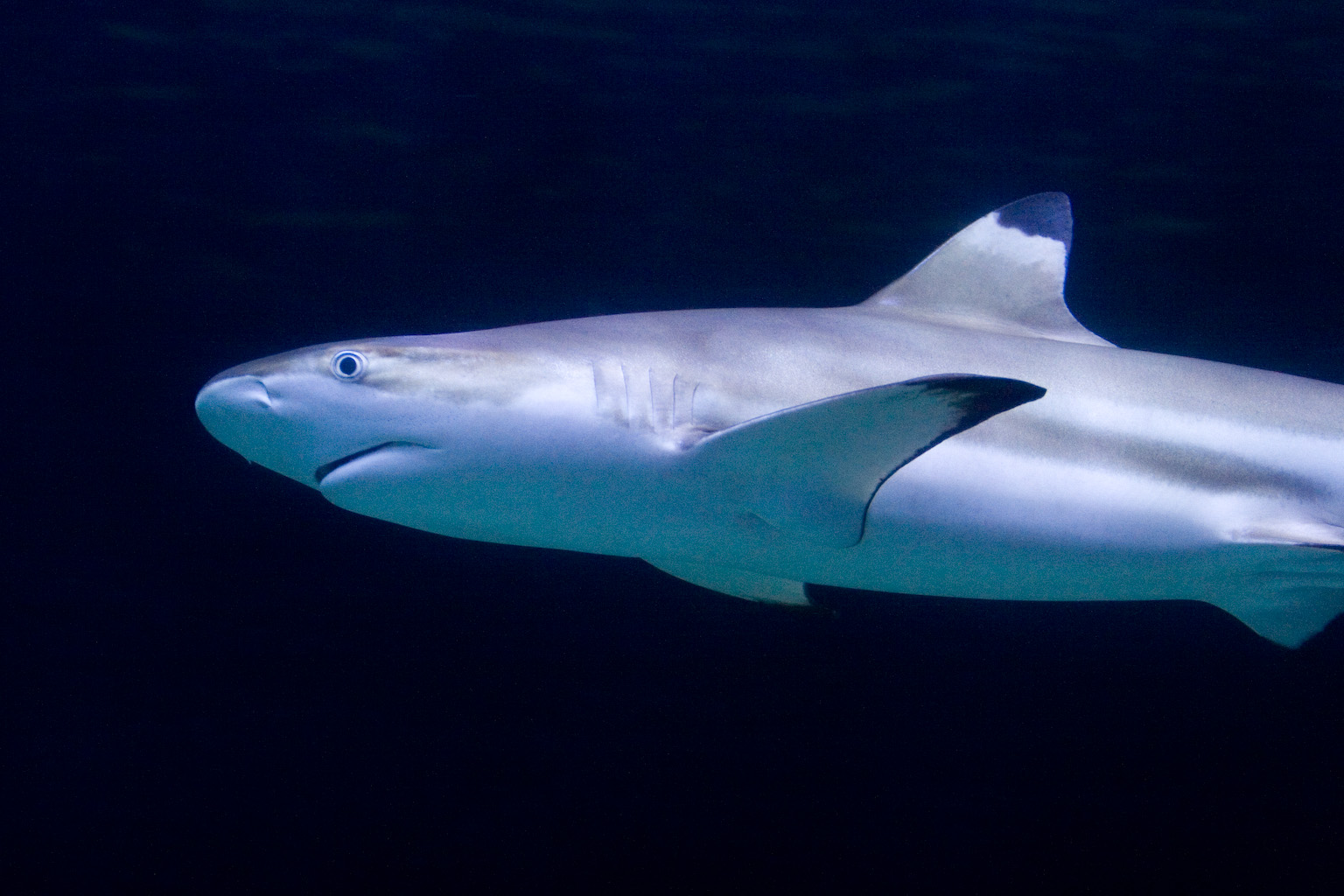
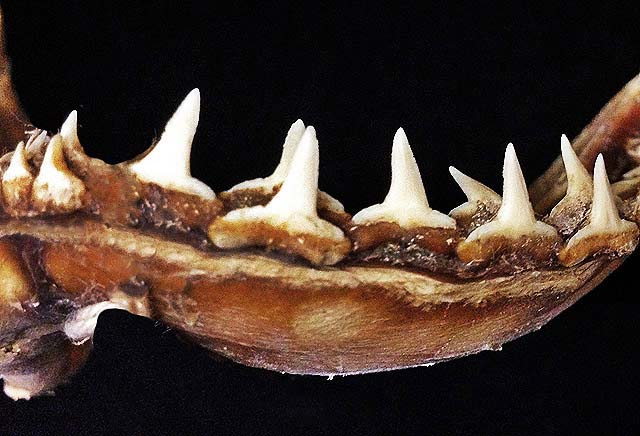